# Gmina Masłów
Die Gmina Masłów ist eine Landgemeinde im Powiat Kielecki der Woiwodschaft Heiligkreuz in Polen. Ihr Sitz ist das Dorf Masłów Pierwszy mit etwa 1500 Einwohnern.

## Gliederung
Zur Landgemeinde (gmina wiejska) Masłów gehören folgende Dörfer mit einem Schulzenamt:
Ameliówka
Baków
Barcza
Brzezinki
Ciekoty
Domaszowice
Dąbrowa
Dąbrowa-Osiedle
Masłów Drugi
Masłów Pierwszy
Mąchocice Kapitulne
Mąchocice-Scholasteria
Radostowa
Wiśniówka
Wola Kopcowa

## Persönlichkeiten
- Władysław Malecki (1836–1900), Landschaftsmaler des Realismus; geboren in Masłów Pierwszy.